# Chenrezig
Chenrezig (en idioma tibetano) es un bodhisattva, el buda de la Compasión, sincretizado con la figura de la Diosa madre, dando lugar a la bodhisattva Guan Yin. 
Es conocido también en sánscrito como Avalokiteshvara (अवलोकितेश्वर) en Tíbet con el nombre de Chenrezig y en Japón como Kannon.
Chenrezig es una palabra tibetana compuesta de la partícula chenre, que significa ojos, y zig, que significa mirar, en consecuencia, Chenrezig puede traducirse como "ojos que miran".
De acuerdo a la tradición tibetana la mirada compasiva de Chenrezig protege o guarda a todos los seres sintientes, especialmente a quienes le invocan y más aún si lo hacen con auténtica devoción. En este sentido Chenrezig resulta similar al Ángel de la guarda de la tradición cristiana o al Ojo de Horus egipcio, por mencionar sólo dos ejemplos. Chenrezig ha sido establecido inequívocamente como la variante tibetana del bodhisattva Avalokiteshvara.
En contra de la creencia popular, Chenrezig y otras "deidades" budistas no son realmente dioses de un panteón politeísta, sino seres espirituales o angelicales, por usar el lenguaje cristiano que nos es más común. En un sentido más técnico, se puede decir que se trata de seres mundanos que han desarrollado un cuerpo gozoso o Sambogakaya.
En el caso de Chenrezig, se trata del arquetipo de la compasión budista, concepto que podemos asimilar al de amor al prójimo, con la única diferencia que en el caso Budista el prójimo incluye también a todos los seres sintientes como animales superiores e incluso insectos. Al igual que ocurre con los ángeles, que son representados con alas, estas deidades suelen representarse dotados de características especiales, tales como múltiples brazos o rostros; sin embargo se debe hacer hincapié en que estas representaciones son relativas y es así como una misma "deidad" puede ser representada de diversas maneras.
En la historia de Chenrezig se dice que cuando tomó la ordenación prometió guiar a todos los seres hasta la iluminación desde atrás como un arriero con sus ovejas. Así trabajó por mucho tiempo, guiando a muchos seres, pero cuando veía a su alrededor todavía faltaban muchos más y cada vez que se detenía para observar, había muchos más que faltaban; entonces era tan grande su deseo de poder asistir a más y más seres que se partió a sí mismo en 11 personas y le salieron mil brazos para poder ayudar a muchos más seres.
La representación más usual de Chenrezig es aquella en que su color es blanco resplandeciente y tiene cuatro brazos. Está sentado en posición de loto con dos manos que se juntan a la altura del anahata o chakra coronario (no confundir con el chakra de la coronilla) a la altura del corazón. Estas mismas manos sostienen la joya Chintamani. Sus otras dos manos sostienen respectivamente un Yapa mala y una flor de loto.
Los dalái lama son considerados emanaciones de Chenrezig.

## Mantra
El budismo tibetano relaciona a Chenrezig con el mantra de seis sílabas Om mani padme hum. Por ello, Chenrezig es también denominado Shadakshari ("Señor de las Seis Sílabas"). La conexión entre este famoso mantra y Avalokiteshvara ya ocurre en el Sutra Karandavyuha (probablemente de fines del cuarto o comienzos del quinto siglo de nuestra era), una de las primeras obras budistas que llegó al Tíbet.
Aunque existen diversas interpretaciones de sus múltiples significados, la escuela Drikung Kagyu enseña la siguiente explicación:
- Om: Cuerpo, actitud compasiva
- Mani: Joya, acción compasiva efectiva
- Peme, Padme: Loto, sabiduría
- Hum: Sinergia resultante de la unión entre MANI y PEME